# USS Shaw (DD-68)
USS Shaw (DD-68) – amerykański niszczyciel typu Sampson. Jego patronem był John Shaw (1773–1823).
Stępkę okrętu położono 7 lutego 1916 w stoczni Mare Island Naval Shipyard. Zwodowano go 9 grudnia 1916, matką chrzestną była Virginia Kemper Lynch Millard. Jednostka weszła do służby w US Navy 9 kwietnia 1917, jej pierwszym dowódcą był Lieutenant Commander Milton S. Davis.
Okręt był w służbie w czasie I wojny światowej. Działał jako jednostka eskortowa na wodach amerykańskich i europejskich.
9 października 1918, podczas eskortowania liniowca RMS „Aquitania”, ster niszczyciela zaciął się w momencie gdy okręt kończył prawą część zygzaka. Wystawiło to jednostkę wprost na drogę transportowca. Chwilę później statek pasażerskich trafił niszczyciel i odciął pierwsze 90 stóp (27,4 m) dziobu, uszkodził mostek i spowodował wybuch pożaru. Załoga walczyła o odzyskanie okrętu. Szkieletowa załoga złożona z 21 ludzi odprowadziła jednostkę o własnych siłach 40 mil do portu. 12 ludzi zmarło w wyniku wypadku.
„Shaw” został wyremontowany w Portsmouth do 29 maja 1919. Wypłynął wtedy do Stanów Zjednoczonych. Dotarł do Nowego Jorku 17 czerwca 1919. 2 października wszedł do Philadelphia Naval Shipyard, gdzie po służbie w rezerwowej grupie niszczycieli został wycofany ze służby 21 czerwca 1922.

## United States Coast Guard
Okręt skreślono z listy jednostek floty 25 marca 1926 i przekazano go Straży Wybrzeża tego samego dnia. Niszczyciel brał udział w patrolach rumowych. Do US Navy wrócił 30 czerwca 1933.
1 listopada 1933 okręt przemianowano na USS DD-68 by zwolnić nazwę dla nowego niszczyciela. Nazwę jednostki skreślono z listy jednostek floty 5 lipca 1934. 22 sierpnia 1934 sprzedano go na złom.